# Floby socken

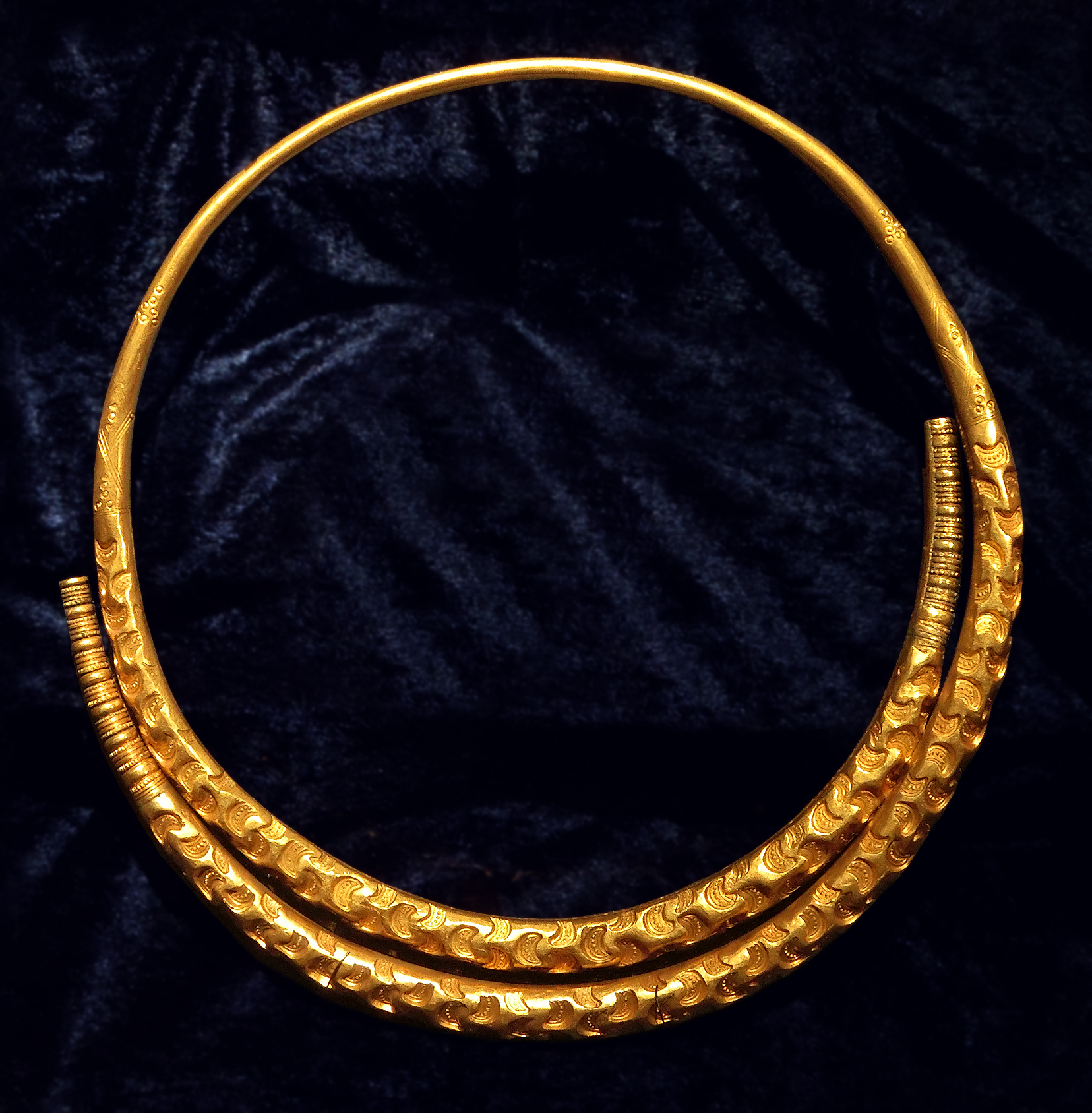
Kopia av guldhalsringen från Bragnum.

Floby socken i Västergötland ingick i Vilske härad, ingår sedan 1974 i Falköpings kommun och motsvarar från 2016 Floby distrikt.
Socknens areal är 29,09 kvadratkilometer varav 28,84 land. År 2000 fanns här 1 374 invånare.  Tätorten Floby samt strax sydost därom Floby kyrkby med sockenkyrkan Floby kyrka ligger i socknen.

## Administrativ historik
Socknen har medeltida ursprung. Senast omkring 1690 införlivades Vists socken.
Vid kommunreformen 1862 övergick socknens ansvar för de kyrkliga frågorna till Floby församling och för de borgerliga frågorna bildades Floby landskommun. Landskommunen uppgick 1952 i Vilske landskommun som 1974 uppgick i Falköpings kommun. Församlingen utökades 2006.
Den 1 januari 2016 inrättades distriktet Floby, med samma omfattning som församlingen hade 1999/2000. 
Socknen har tillhört län, fögderier, tingslag och domsagor enligt vad som beskrivs i artikeln Vilske härad. De indelta soldaterna tillhörde Skaraborgs regemente, Vilska kompani och Västgöta regemente, Laske kompani.

## Geografi
Floby socken ligger väster om Falköping med Lidan i väster och söder. Socknen är en slättbygd med odlingsbygd i nordost.
Socknen gränsar till Trävattna socken, Sörby socken, Göteve socken, Grolanda socken och Hällestads socken. 

### Vists ödekyrka
Intill ån Lidan i socknens sydvästra del finns byn Vist, som är känd sedan 1400-talet. Under medeltiden var Vist egen socken och hade en kyrka. Kyrkan övergavs under 1500-talet. Idag finns bara grunden kvar (58°5′59.6″N 13°18′25″Ö / 58.099889°N 13.30694°Ö). På Vists ödekyrkogård finns en dopfunt och en stavkorshäll. Enligt en sägen ska Vists kyrkklockor ha sänkt i den så kallade Klockhöljen för att undgå Gustav Vasas reduktion. Gården Vistaholm ligger på en ö i Lidan och var ursprungligen Vists prästgård och kallades på 1500-talet för Stomnen i Wist.

### Övriga medeltida byar
Byn Bragnum i socknens södra del är känd sedan 1361 då namnet stavades Bragneem. Strax norr om Bragnum finns klosterhemmanet Kulla, vars namn 1490 stavades Kwlla. Järporna är två gårdar i socknens östra del och namnet är känt sedan 1350 då det stavades Gærpene. Järporna uttalas |jarpet| på den lokala dialekten. Byn Västorp i socknens västra del är känd sedan 1462 då namnet stavdes Wästathorpp eller Wästatorp.

### Stationssamhället
År 1857 drogs Västra stambanan genom sockens norra del och man anlade en station, Sörby station, strax väster om Sörby kyrkby. Redan 1868 kom man att flytta stationen två kilometer västerut till den plats där vägen mellan Floby kyrkby och Trävattna socken korsade järnvägen (58°8′21″N 13°20′7″Ö / 58.13917°N 13.33528°Ö). Stationen kom nu att ligga i norra delen av Floby socken, men det var först 1912 som stationen och det därikring uppväxta stationssamhället bytte namn till Floby.

### Alphems arboretum
Nordväst om Floby samhälle ligger den botaniska trädgården Alphems arboretum invid gården Rolkebacken (58°8′44″N 13°19′1″Ö / 58.14556°N 13.31694°Ö). Den är en av de största trädsamlingarna i Sverige anlagda av en enda person. I anläggningen finns runt 220 olika lövträd och drygt 100 barrträd. Trädgården skapades mellan åren 1903 och 1953 av lantbrevbäraren Frans Johan Gegerfeldt, född 16 september 1865 i Bragnum i Floby, död 15 juni 1953 i Floby. Gegerfeldt tilldelades Patriotiska sällskapets medalj 1948.

## Fornlämningar
En mängd flintyxor och andra föremål visar att socknen var bebodd redan under bondestenåldern. Det saknas dock kända stenåldersgravar. I socknen finns fyra skålgropsförekomster. Den rikligaste består av 168 skålgropar i ett block 3,5×3 m och 1,3 m högt och ligger ungefär 1250 m söder om Floby kyrka.
Ljusningshögen är socknens största gravhög. Den är 17×20 m och 1,5 m hög. Ljusningshögen ligger ungefär 900 m sydsydväst om Floby kyrka. Intill högen finns socknens största stensättning, som är 19 m i diameter, och socknens enda domarring, som består av sju kullfallna stenar. Därutöver finns i socknen åtminstone tolv stensättningar, fyra gravhögar, två gravrösen, samt några resta stenar.

### Bragnumringen
År 1878 hittade man på Bragnum Storegården i sockens södra del en halsring i massivt guld (58°5′25″N 13°21′1″Ö / 58.09028°N 13.35028°Ö). Ringen har en diameter på 22 cm, väger 827,5 gram och härrör från folkvandringstiden. Staten inlöste ringen för 1800 kr och finns nuförtiden utställd i Guldrummet på Historiska museet i Stockholm. En kopia i förgylld brons finns på Falbygdens museum i Falköping.

## Namnet
Namnet skrevs på 1330-talet Floby och kommer från kyrkbyn. Efterleden innehåller by, 'gård; by'. Förleden kan innehålla flo(e), 'liten vattensamling; sumpmark; översvämningsmark'.

## Personer från bygden
Skalden Johan Henric Kellgren var född 1751 i denna socken. Den kloka gubben Sven i Bragnum (Sven Nilsson, 1705-1775) verkade i socknen under 1700-talet och omtalas bland annat av Carl von Linné.